# Оуквейл (Західна Вірджинія)
Оуквейл (англ. Oakvale) — місто (англ. town) в США, в окрузі Мерсер штату Західна Вірджинія. Населення — 133 особи (2020).

## Географія
Оуквейл розташований за координатами 37°19′56″ пн. ш. 80°58′23″ зх. д. / 37.33222° пн. ш. 80.97306° зх. д. (37.332289, -80.972962).  За даними Бюро перепису населення США в 2010 році місто мало площу 1,09 км², з яких 1,08 км² — суходіл та 0,01 км² — водойми.

## Демографія
Згідно з переписом 2010 року, у місті мешкала 121 особа в 49 домогосподарствах у складі 31 родини. Густота населення становила 111 особа/км².  Було 55 помешкань (51/км²).
Расовий склад населення:
| - 100,0 % — білих |

До двох чи більше рас належало 0,0 %. Частка іспаномовних становила 0,0 % від усіх жителів.
За віковим діапазоном населення розподілялося таким чином: 24,0 % — особи молодші 18 років, 59,5 % — особи у віці 18—64 років, 16,5 % — особи у віці 65 років та старші. Медіана віку мешканця становила 41,9 року. На 100 осіб жіночої статі у місті припадало 108,6 чоловіків;  на 100 жінок у віці від 18 років та старших — 104,4 чоловіків також старших 18 років.
За межею бідності перебувало 26,4 % осіб, у тому числі 12,0 % дітей у віці до 18 років та 8,0 % осіб у віці 65 років та старших.
Цивільне працевлаштоване населення становило 83 особи. Основні галузі зайнятості: мистецтво, розваги та відпочинок — 27,7 %, виробництво — 24,1 %, роздрібна торгівля — 21,7 %.